# Bosse (Musiker)/Diskografie
Diese Diskografie ist eine Übersicht über die musikalischen Werke des deutschen Pop-Rock-Sängers Bosse. Den Schallplattenauszeichnungen zufolge hat er bisher mehr als 850.000 Tonträger verkauft. Seine erfolgreichste Veröffentlichung ist die Single Schönste Zeit mit über 300.000 verkauften Einheiten.

## Alben

### Studioalben
| Jahr | Titel Musiklabel                       | Höchstplatzierung, Gesamtwochen, AuszeichnungChartplatzierungen (Jahr, Titel, Musiklabel, Platzierungen, Wochen, Auszeichnungen, Anmerkungen) | Höchstplatzierung, Gesamtwochen, AuszeichnungChartplatzierungen (Jahr, Titel, Musiklabel, Platzierungen, Wochen, Auszeichnungen, Anmerkungen) | Höchstplatzierung, Gesamtwochen, AuszeichnungChartplatzierungen (Jahr, Titel, Musiklabel, Platzierungen, Wochen, Auszeichnungen, Anmerkungen) | Anmerkungen                                                |
| Jahr | Titel Musiklabel                       | DE | AT | CH | Anmerkungen                                                |
| ---- | -------------------------------------- | --- | --- | --- | ---------------------------------------------------------- |
| 2005 | Kamikazeherz EMI Records (EMI)         | — | — | — | Erstveröffentlichung: 22. April 2005                       |
| 2006 | Guten Morgen Spinner EMI Records (EMI) | — | — | — | Erstveröffentlichung: 27. Juni 2006                        |
| 2009 | Taxi Scoop (RTD)                       | DE96 (1 Wo.)DE | — | — | Erstveröffentlichung: 6. Februar 2009                      |
| 2011 | Wartesaal Vertigo Records (UMG)        | DE9 a Gold · (12 Wo.)DE | — | — | Erstveröffentlichung: 25. Februar 2011 Verkäufe: + 100.000 |
| 2013 | Kraniche Vertigo Records (UMG)         | DE4 Gold · (40 Wo.)DE | — | — | Erstveröffentlichung: 8. März 2013 Verkäufe: + 100.000     |
| 2016 | Engtanz Vertigo Records (UMG)          | DE1 (25 Wo.)DE | AT28 (1 Wo.)AT | CH92 (1 Wo.)CH | Erstveröffentlichung: 12. Februar 2016                     |
| 2018 | Alles ist jetzt Vertigo Records (UMG)  | DE1 (17 Wo.)DE | — | — | Erstveröffentlichung: 12. Oktober 2018                     |
| 2021 | Sunnyside Vertigo Records (UMG)        | DE3 (6 Wo.)DE | — | — | Erstveröffentlichung: 27. August 2021                      |
| 2023 | Übers Träumen Vertigo Records (UMG)    | DE4 (3 Wo.)DE | — | — | Erstveröffentlichung: 27. Oktober 2023                     |

### Livealben
| Jahr | Titel Musiklabel                                 | Anmerkungen                                                               |
| ---- | ------------------------------------------------ | ------------------------------------------------------------------------- |
| 2014 | Kraniche – Live in Hamburg Vertigo Records (UMG) | Erstveröffentlichung: 18. Juli 2014 Verkäufe werden Kraniche hinzuaddiert |

### Kompilationen
| Jahr | Titel Musiklabel                  | Höchstplatzierung, Gesamtwochen, AuszeichnungChartplatzierungen (Jahr, Titel, Musiklabel, Platzierungen, Wochen, Auszeichnungen, Anmerkungen) | Höchstplatzierung, Gesamtwochen, AuszeichnungChartplatzierungen (Jahr, Titel, Musiklabel, Platzierungen, Wochen, Auszeichnungen, Anmerkungen) | Höchstplatzierung, Gesamtwochen, AuszeichnungChartplatzierungen (Jahr, Titel, Musiklabel, Platzierungen, Wochen, Auszeichnungen, Anmerkungen) | Anmerkungen                          |
| Jahr | Titel Musiklabel                  | DE | AT | CH | Anmerkungen                          |
| ---- | --------------------------------- | --- | --- | --- | ------------------------------------ |
| 2025 | 2005 – 2025 Vertigo Records (UMG) | DE15 (1 Wo.)DE | — | — | Erstveröffentlichung: 16. April 2025 |

### EPs
| Jahr | Titel Musiklabel                                | Anmerkungen                                                                           |
| ---- | ----------------------------------------------- | ------------------------------------------------------------------------------------- |
| 2006 | Die Irritierten EMI Records (EMI)               | Erstveröffentlichung: 18. Juli 2006                                                   |
| 2020 | Alles ist jetzt – Live EP Vertigo Records (UMG) | Erstveröffentlichung: 18. September 2020 Verkäufe werden Alles ist jetzt hinzuaddiert |
| 2023 | 10 Jahre Kraniche – Live Vertigo Records (UMG)  | Erstveröffentlichung: 5. Mai 2023 Verkäufe werden Kraniche hinzuaddiert               |

## Singles

### Als Leadmusiker
| Jahr | Titel Album                                   | Höchstplatzierung, Gesamtwochen, AuszeichnungChartplatzierungen (Jahr, Titel, Album, Platzierungen, Wochen, Auszeichnungen, Anmerkungen) | Höchstplatzierung, Gesamtwochen, AuszeichnungChartplatzierungen (Jahr, Titel, Album, Platzierungen, Wochen, Auszeichnungen, Anmerkungen) | Höchstplatzierung, Gesamtwochen, AuszeichnungChartplatzierungen (Jahr, Titel, Album, Platzierungen, Wochen, Auszeichnungen, Anmerkungen) | Anmerkungen                                                        |
| Jahr | Titel Album                                   | DE | AT | CH | Anmerkungen                                                        |
| ---- | --------------------------------------------- | --- | --- | --- | ------------------------------------------------------------------ |
| 2004 | Kraft Kamikazeherz                            | DE86 (4 Wo.)DE | — | — | Erstveröffentlichung: 20. September 2004                           |
| 2005 | Keine Panik Kamikazeherz                      | — | — | — | Erstveröffentlichung: 20. Juni 2005                                |
| 2005 | Niemand vermisst uns Kamikazeherz             | — | — | — | Erstveröffentlichung: 19. September 2005                           |
| 2008 | Murp! (wie wir zu leben haben) Kurzstrecke EP | — | — | — | Erstveröffentlichung: 11. November 2008 mit Oliver Uschmann        |
| 2009 | Liebe ist leise Taxi                          | — | — | — | Erstveröffentlichung: 22. Mai 2009                                 |
| 2009 | Sommer lang Taxi                              | — | — | — | Erstveröffentlichung: 28. August 2009                              |
| 2011 | Weit Weg Wartesaal                            | DE53 (7 Wo.)DE | — | — | Erstveröffentlichung: 11. Februar 2011                             |
| 2011 | Frankfurt Oder Wartesaal                      | DE35 (10 Wo.)DE | — | — | Erstveröffentlichung: 6. September 2011 feat. Anna Loos            |
| 2013 | Schönste Zeit Kraniche                        | DE27 Platin · (28 Wo.)DE | — | — | Erstveröffentlichung: 15. Februar 2013 Verkäufe: + 300.000         |
| 2013 | So oder so Kraniche                           | DE25 (7 Wo.)DE | — | — | Erstveröffentlichung: 2. August 2013                               |
| 2016 | Steine Engtanz                                | DE88 (1 Wo.)DE | — | — | Erstveröffentlichung: 22. Januar 2016                              |
| 2016 | Außerhalb der Zeit Engtanz                    | — | — | — | Erstveröffentlichung: 18. November 2016                            |
| 2018 | Alles ist jetzt                               | — | — | — | Erstveröffentlichung: 20. Juli 2018                                |
| 2018 | Augen zu Musik an Alles ist jetzt             | — | — | — | Erstveröffentlichung: 16. August 2018                              |
| 2018 | Wanderer Alles ist jetzt                      | — | — | — | Erstveröffentlichung: 5. Oktober 2018                              |
| 2019 | Ich warte auf dich Alles ist jetzt            | — | — | — | Erstveröffentlichung: 25. Januar 2019                              |
| 2019 | Messer –                                      | — | — | — | Erstveröffentlichung: 12. März 2019 mit Prinz Pi feat. Capital Bra |
| 2020 | Der letzte Tanz Sunnyside                     | DE53 Gold · (19 Wo.)DE | AT69 b (1 Wo.)AT | CH69 b (3 Wo.)CH | Erstveröffentlichung: 9. Oktober 2020 Verkäufe: + 200.000          |
| 2020 | Warum geht es mir so dreckig –                | — | — | — | Erstveröffentlichung: 27. November 2020                            |
| 2020 | Das Paradies Sunnyside                        | — | — | — | Erstveröffentlichung: 11. Dezember 2020                            |
| 2021 | Wild nach deinen Augen Sunnyside              | — | — | — | Erstveröffentlichung: 26. März 2021                                |
| 2021 | Sunnyside                                     | — | — | — | Erstveröffentlichung: 11. Juni 2021                                |
| 2021 | Der Sommer Sunnyside                          | — | — | — | Erstveröffentlichung: 25. Juni 2021                                |
| 2021 | Nebensaison Sunnyside                         | — | — | — | Erstveröffentlichung: 10. Dezember 2021 feat. Nora Tschirner       |
| 2023 | Ein Traum Übers Träumen                       | DE97 (2 Wo.)DE | — | — | Erstveröffentlichung: 26. Mai 2023                                 |
| 2023 | Kreuzbergmädchen Übers Träumen                | — | — | — | Erstveröffentlichung: 23. Juni 2023                                |
| 2023 | Salzwasser Übers Träumen                      | — | — | — | Erstveröffentlichung: 28. Juli 2023 feat. Alligatoah               |
| 2023 | All-Time Favourite Übers Träumen              | — | — | — | Erstveröffentlichung: 1. September 2023                            |
| 2023 | Nur noch ein Lied Übers Träumen               | DE— cDE | — | — | Erstveröffentlichung: 15. September 2023 feat. Lea                 |
| 2023 | Loslassen lernen Übers Träumen                | — | — | — | Erstveröffentlichung: 6. Oktober 2023                              |
| 2024 | Tagträumen Übers Träumen (Re-Edition)         | — | — | — | Erstveröffentlichung: 22. März 2023                                |
| 2025 | Vergangenheit –                               | — | — | — | Erstveröffentlichung: 17. April 2025                               |

### Als Gastmusiker
| Jahr | Titel Album                    | Höchstplatzierung, Gesamtwochen, AuszeichnungChartplatzierungen (Jahr, Titel, Album, Platzierungen, Wochen, Auszeichnungen, Anmerkungen) | Höchstplatzierung, Gesamtwochen, AuszeichnungChartplatzierungen (Jahr, Titel, Album, Platzierungen, Wochen, Auszeichnungen, Anmerkungen) | Höchstplatzierung, Gesamtwochen, AuszeichnungChartplatzierungen (Jahr, Titel, Album, Platzierungen, Wochen, Auszeichnungen, Anmerkungen) | Anmerkungen                                                    |
| Jahr | Titel Album                    | DE | AT | CH | Anmerkungen                                                    |
| ---- | ------------------------------ | --- | --- | --- | -------------------------------------------------------------- |
| 2012 | Karambolage Großstadtmärchen 2 | — | — | — | Erstveröffentlichung: 6. Juni 2012 Oliver Koletzki feat. Bosse |
| 2017 | Hellrot Nichts war umsonst     | DE82 (1 Wo.)DE | — | — | Erstveröffentlichung: 4. August 2017 Prinz Pi feat. Bosse      |
| 2019 | Kein Geld der Welt             | — | — | — | Erstveröffentlichung: 1. März 2019 Chefboss feat. Bosse        |

## Musikvideos
| Jahr | Titel                          | Regie                                |
| ---- | ------------------------------ | ------------------------------------ |
| 2004 | Kraft                          | Christopher Häring, Daniel Warwick   |
| 2005 | Keine Panik                    | Christopher Häring, Daniel Warwick   |
| 2005 | Niemand vermisst uns           | Christopher Häring, Daniel Warwick   |
| 2006 | Die Irritierten                | Christopher Häring, Daniel Warwick   |
| 2008 | Tanz mit mir                   | Kim Frank                            |
| 2008 | Murp! (wie wir zu leben haben) | Oliver Preusche                      |
| 2009 | 3 Millionen                    | Katja Malinowski                     |
| 2009 | Liebe ist leise                | Katja Malinowski                     |
| 2009 | Sommer lang                    |                                      |
| 2011 | Weit Weg                       | Katja Malinowski                     |
| 2011 | Frankfurt Oder                 | Marc Helfers                         |
| 2011 | Wartesaal                      |                                      |
| 2013 | Schönste Zeit                  | Christopher Häring, Frank Hoffmann   |
| 2013 | So oder so                     | Frank Hoffmann                       |
| 2013 | Kraniche                       | Josua Stäbler                        |
| 2013 | Vier Leben                     |                                      |
| 2014 | Ich geh’ nach Haus             | Andreas Z. Simon                     |
| 2015 | Steine                         |                                      |
| 2016 | Immer so lieben                |                                      |
| 2016 | Dein Hurra                     | Justin Izumi                         |
| 2016 | Außerhalb der Zeit             |                                      |
| 2018 | Alles ist jetzt                | Christopher Häring, Katja Malinowski |
| 2018 | Augen zu Musik an              | Christopher Häring, Katja Malinowski |
| 2019 | Ich warte auf dich             | Christopher Häring, Katja Malinowski |
| 2019 | Hallo Hometown                 | Christopher Häring, Katja Malinowski |
| 2019 | Kein Geld der Welt             | Maike Mohr                           |
| 2020 | Der letzte Tanz                | Katja Malinowski                     |
| 2020 | Das Paradies                   | Xavér Gebhardt, Ronja Hartmann       |
| 2021 | Wild nach deinen Augen         | Christopher Häring, Katja Malinowski |
| 2021 | Sunnyside                      | keep on _                            |
| 2021 | Der Sommer                     | Marvin Ströter                       |
| 2021 | Nebensaison                    | Katja Malinowski                     |
| 2023 | Ein Traum                      | Tim Erdmann, Christina Gotz          |
| 2023 | Kreuzbergmädchen               | Tim Erdmann, Christina Gotz          |
| 2023 | Salzwasser                     | Tim Erdmann, Christina Gotz          |
| 2023 | All-Time Favourite             | Tim Erdmann, Christina Gotz          |
| 2023 | Nur noch ein Lied              | Tim Erdmann, Christina Gotz          |
| 2023 | Loslassen lernen               |                                      |
| 2025 | Vergangenheit                  | Rufus Engelhardt                     |

## Autorenbeteiligungen
Bosse schreibt die meisten seiner Lieder selbst. Die folgende Tabelle beinhaltet Autorenbeteiligungen, die die Charts in Deutschland, Österreich oder der Schweiz erreichten und nicht von ihm selbst interpretiert wurden. Darüber hinaus erreichte er 2017/18 mit der Autorenbeteiligung Zoutelande (Bløf feat. Geike Arnaert) die Spitzenposition in den Niederlanden sowie die Top 10 in Flandern. Es handelt sich hierbei um eine Coverversion von Frankfurt Oder.

| Jahr | Titel Interpretation                | Höchstplatzierung, Gesamtwochen, AuszeichnungChartplatzierungen (Jahr, Titel, Interpretation, Platzierungen, Wochen, Auszeichnungen, Anmerkungen) | Höchstplatzierung, Gesamtwochen, AuszeichnungChartplatzierungen (Jahr, Titel, Interpretation, Platzierungen, Wochen, Auszeichnungen, Anmerkungen) | Höchstplatzierung, Gesamtwochen, AuszeichnungChartplatzierungen (Jahr, Titel, Interpretation, Platzierungen, Wochen, Auszeichnungen, Anmerkungen) | Anmerkungen                                             |
| Jahr | Titel Interpretation                | DE | AT | CH | Anmerkungen                                             |
| ---- | ----------------------------------- | --- | --- | --- | ------------------------------------------------------- |
| 2009 | Nicht allein Thomas Godoj           | DE18 (5 Wo.)DE | AT55 (1 Wo.)AT | — | Erstveröffentlichung: 6. November 2009                  |
| 2011 | Wovon sollen wir träumen Frida Gold | DE19 Gold · (59 Wo.)DE | AT49 (3 Wo.)AT | CH69 (1 Wo.)CH | Erstveröffentlichung: 1. April 2011 Verkäufe: + 150.000 |

## Promoveröffentlichungen
| Jahr | Titel Album         | Anmerkungen                            |
| ---- | ------------------- | -------------------------------------- |
| 2009 | 3 Millionen Taxi    | Erstveröffentlichung: 23. Januar 2009  |
| 2011 | Weit weg Wartesaal  | Erstveröffentlichung: 11. Februar 2011 |
| 2011 | Wartesaal           | Erstveröffentlichung: 27. Mai 2011     |
| 2013 | Kraniche            | Erstveröffentlichung: 22. Februar 2013 |
| 2013 | Vier Leben Kraniche | Erstveröffentlichung: 1. März 2013     |
| 2016 | Dein Hurra Engtanz  | Erstveröffentlichung: 15. April 2016   |

## Sonderveröffentlichungen

### Alben
| Jahr | Titel Musiklabel                                                       | Anmerkungen                                                          |
| ---- | ---------------------------------------------------------------------- | -------------------------------------------------------------------- |
| 2016 | Leise Landung – Die Kraniche Akustiktournee 2014 Vertigo Records (UMG) | Erstveröffentlichung: 12. Februar 2016 Teil von Engtanz (Fanedition) |

| Jahr | Titel Musiklabel                                      | Anmerkungen                                                        |
| ---- | ----------------------------------------------------- | ------------------------------------------------------------------ |
| 2011 | Kamikazeherz / Guten Morgen Spinner EMI Records (EMI) | Erstveröffentlichung: 20. Mai 2011 Teil der „Classic-Albums“-Serie |

| Jahr | Titel Musiklabel                                                 | Anmerkungen                                                               |
| ---- | ---------------------------------------------------------------- | ------------------------------------------------------------------------- |
| 2009 | Kurzstrecke Scoop Records (RTD)                                  | Erstveröffentlichung: 2009 Vertrieb während Madsens Kein Weg zu weit Tour |
| 2025 | Bosse bei Sing meinen Song, Vol. 12 Music for Millions (Tonpool) | Erstveröffentlichung: 16. Mai 2025 Mini-TV-Kompilation                    |

| Jahr | Titel Musiklabel                                           | Anmerkungen                                                                                      |
| ---- | ---------------------------------------------------------- | ------------------------------------------------------------------------------------------------ |
| 2016 | Engtanz (Fanedition) Vertigo Records (UMG)                 | Erstveröffentlichung: 12. Februar 2016 erweiterte Fassung von Engtanz mit Bonus-CD + DVD         |
| 2018 | Alles ist jetzt (Limited Deluxe Box) Vertigo Records (UMG) | Erstveröffentlichung: 12. Oktober 2018 erweiterte Fassung von Alles ist jetzt mit Bonus-CD + DVD |

### Lieder
| Jahr | Titel Album                      | Anmerkungen                                                               |
| ---- | -------------------------------- | ------------------------------------------------------------------------- |
| 2005 | Giganten Mein Tag (Promo-Single) | Erstveröffentlichung: 2005 Such a Surge feat. Bosse                       |
| 2009 | U-Bahn Großstadtmärchen          | Erstveröffentlichung: 25. September 2009 Oliver Koletzki feat. Axel Bosse |
| 2012 | Karambolage Großstadtmärchen 2   | Erstveröffentlichung: 16. März 2012 Oliver Koletzki feat. Bosse           |
| 2017 | Hellrot Nichts war umsonst       | Erstveröffentlichung: 3. November 2017 Prinz Pi feat. Bosse               |
| 2019 | Kein Geld der Welt               | Erstveröffentlichung: 19. Juli 2019 Chefboss feat. Bosse                  |

| Jahr | Titel Album                                                                   | Anmerkungen                                                                      |
| ---- | ----------------------------------------------------------------------------- | -------------------------------------------------------------------------------- |
| 2005 | Warum geht es mir so dreckig Familienalbum II                                 | Erstveröffentlichung: 14. Oktober 2005 Original: Ton Steine Scherben             |
| 2012 | Die Möwe Heute hier, morgen dort – Salut an Hannes Wader                      | Erstveröffentlichung: 24. August 2012 Original: Hannes Wader                     |
| 2014 | Ich geh’ nach Haus Dein Song 2014                                             | Erstveröffentlichung: 4. April 2014 mit Nico Schwappacher                        |
| 2025 | 99 Probleme Sing meinen Song – Das Tauschkonzert, Vol. 12 (Deluxe Edition)    | Erstveröffentlichung: 16. Mai 2025 Original: Madeline Juno                       |
| 2025 | Brandenburg Sing meinen Song – Das Tauschkonzert, Vol. 12 (Deluxe Edition)    | Erstveröffentlichung: 16. Mai 2025 Original: Finch – Memories                    |
| 2025 | Brooklyn Sing meinen Song – Das Tauschkonzert, Vol. 12 (Deluxe Edition)       | Erstveröffentlichung: 16. Mai 2025 Original: ClockClock                          |
| 2025 | Frankfurt Oder Sing meinen Song – Das Tauschkonzert, Vol. 12 (Deluxe Edition) | Erstveröffentlichung: 16. Mai 2025 mit Finch                                     |
| 2025 | Hungriges Herz Sing meinen Song – Das Tauschkonzert, Vol. 12                  | Erstveröffentlichung: 16. Mai 2025 Original: MiA.                                |
| 2025 | Kreisverkehr Sing meinen Song – Das Tauschkonzert, Vol. 12                    | Erstveröffentlichung: 16. Mai 2025 Original: Michael Patrick Kelly – Roundabouts |
| 2025 | Sie ist weg Sing meinen Song – Das Tauschkonzert, Vol. 12                     | Erstveröffentlichung: 16. Mai 2025 Original: Die Fantastischen Vier              |
| 2025 | Vier Leben Sing meinen Song – Das Tauschkonzert, Vol. 12 (Deluxe Edition)     | Erstveröffentlichung: 16. Mai 2025 mit Johannes Oerding                          |

### Videoalben
| Jahr | Titel Musiklabel                                                       | Anmerkungen                                                                              |
| ---- | ---------------------------------------------------------------------- | ---------------------------------------------------------------------------------------- |
| 2014 | Kraniche – Live in Hamburg Vertigo Records (UMG)                       | Erstveröffentlichung: 18. Juli 2014 Teil von Kraniche – Live in Hamburg (Deluxe Edition) |
| 2016 | Leise Landung – Die Kraniche Akustiktournee 2014 Vertigo Records (UMG) | Erstveröffentlichung: 12. Februar 2016 Teil von Engtanz (Fanedition)                     |
| 2018 | OpenAir at Trabrennbahn Hamburg Vertigo Records (UMG)                  | Erstveröffentlichung: 12. Oktober 2018 Teil von Alles ist jetzt (Limited Deluxe Box)     |

## Statistik

### Chartauswertung
|                     | DE    | AT    | CH    |
| ------------------- | ----- | ----- | ----- |
| Nummer-eins-Alben   | DE2DE | AT—AT | CH—CH |
| Top-10-Alben        | DE6DE | AT—AT | CH—CH |
| Alben in den Charts | DE8DE | AT1AT | CH1CH |

|                       | DE    | AT    | CH    |
| --------------------- | ----- | ----- | ----- |
| Nummer-eins-Singles   | DE—DE | AT—AT | CH—CH |
| Top-10-Singles        | DE—DE | AT—AT | CH—CH |
| Singles in den Charts | DE9DE | AT1AT | CH1CH |

Autorenbeteiligungen
|                       | DE    | AT    | CH    |
| --------------------- | ----- | ----- | ----- |
| Nummer-eins-Singles   | DE—DE | AT—AT | CH—CH |
| Top-10-Singles        | DE—DE | AT—AT | CH—CH |
| Singles in den Charts | DE9DE | AT2AT | CH1CH |

### Auszeichnungen für Musikverkäufe
Anmerkung: Auszeichnungen in Ländern aus den Charttabellen bzw. Chartboxen sind in ebendiesen zu finden.
| Land/RegionAuszeichnungen für Musikverkäufe (Land/Region, Auszeichnungen, Verkäufe, Quellen) | Gold     | Platin  | Verkäufe | Quellen           |
| -------------------------------------------------------------------------------------------- | -------- | ------- | -------- | ----------------- |
| Deutschland (BVMI)                                                                           | 4× Gold4 | Platin1 | 850.000  | musikindustrie.de |
| Insgesamt                                                                                    | 4× Gold4 | Platin1 |          |                   |